# 맷 로리아

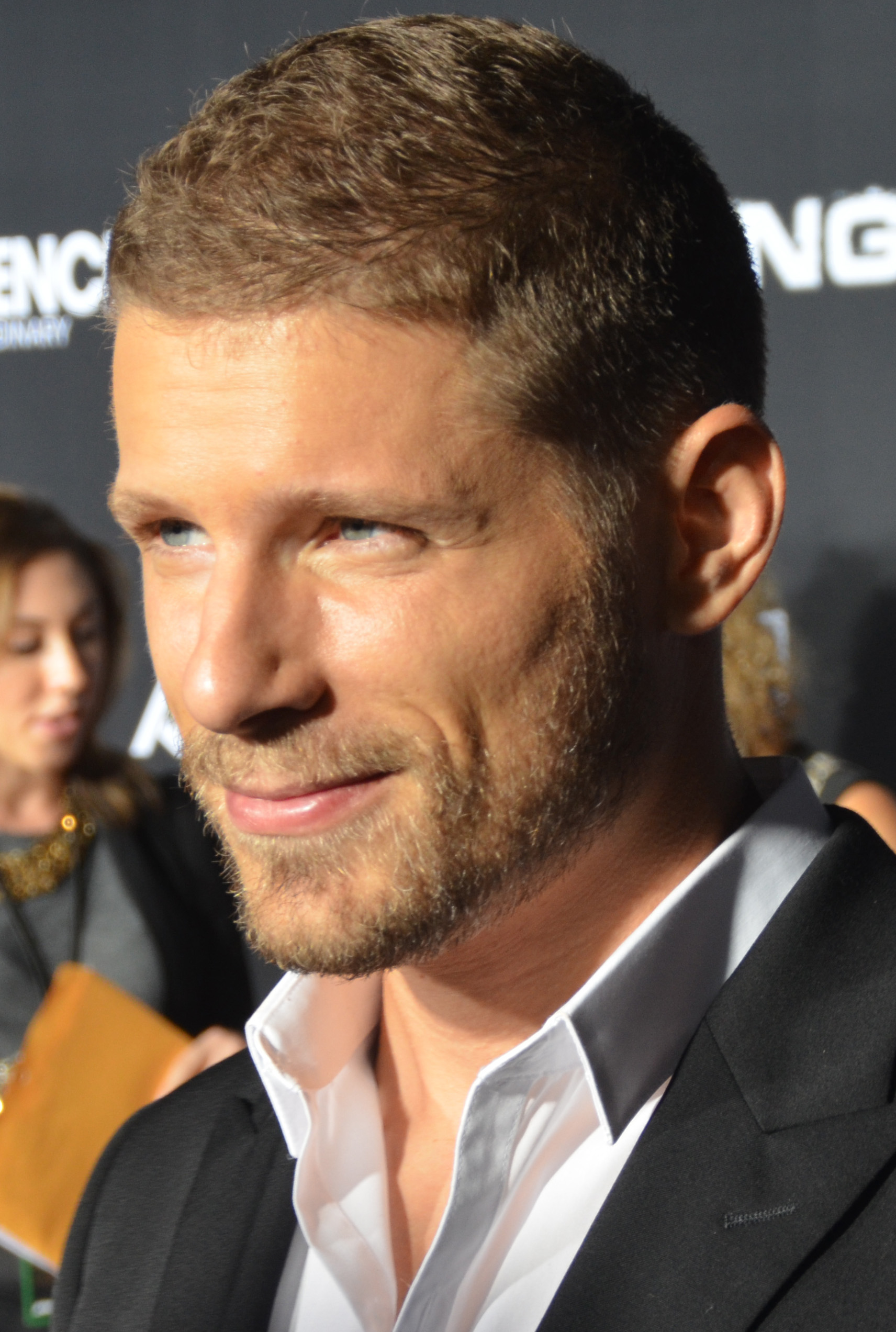
2014년 모습

맷 로리아(Matt Lauria, 1984년 6월 22일 ~ )는 미국의 배우, 모델, 음악가이다.

## 출연 작품

### 영화
- Ma (2015)
- 샤프트 (2019)
- 미스 발라 (2019, Miss Bala)
- 레슬리에게 (2022)
- 에이티 포 브래디 (2023)

### 텔레비전
- 30 ROCK (2007)
- 프라이데이 나이트 라이츠 (2009-11) - 루크 캐퍼티 역
- 시카고 코드 (2011, The Chicago Code) - 케일럽 이버스 역
- 페어런트 후드 (2012-15)